# Chatschapuri

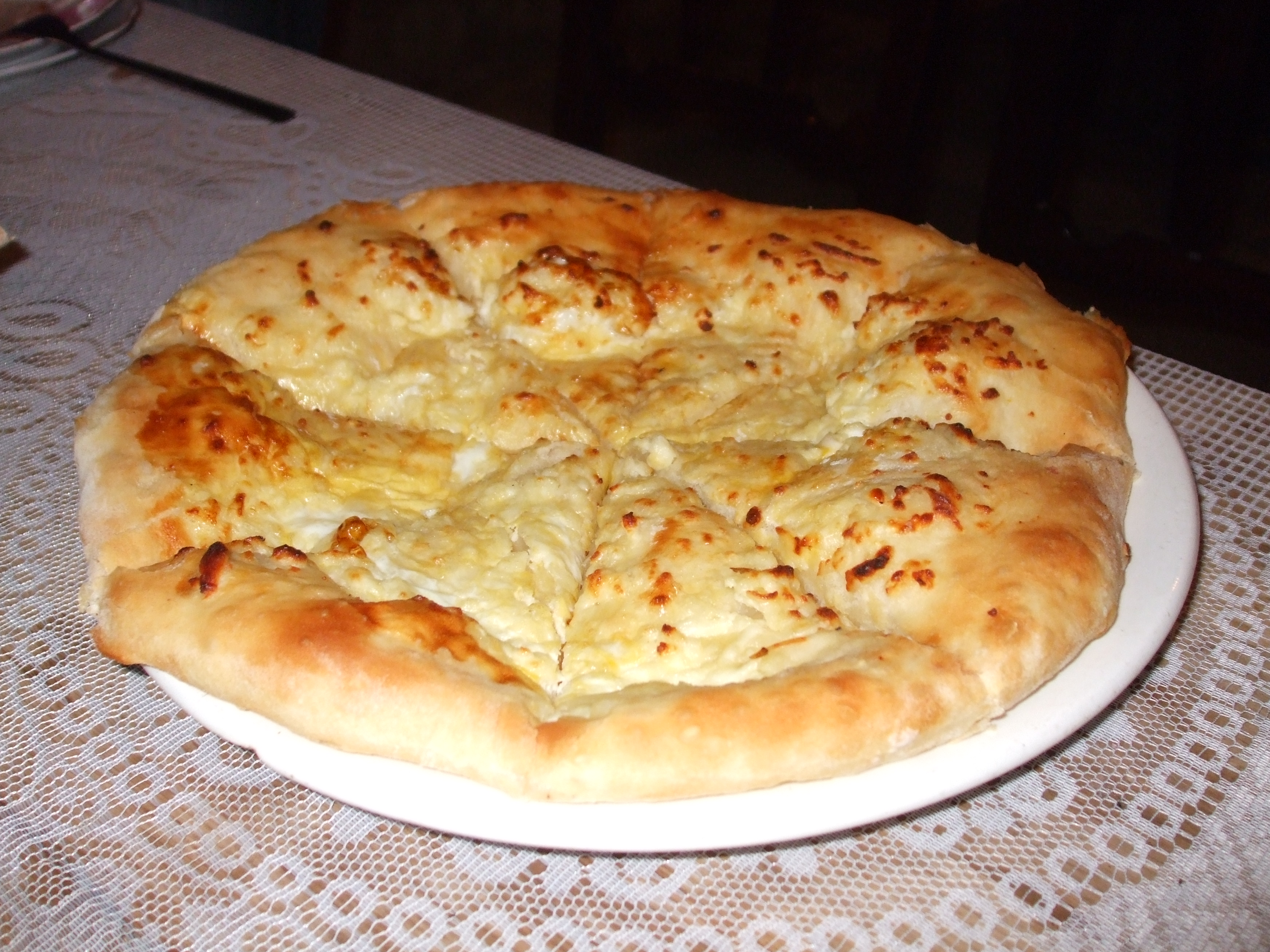
Megruli Chatschapuri, gefüllt mit Käse

Chatschapuri (auch englisch Khachapuri; georgisch ხაჭაპური [xɑtʃʼɑpʼuri] ⓘ) ist eine Art Brot, das vor dem Backen mit Käse gefüllt wird. Es handelt sich um eine Spezialität der georgischen Küche, die in Georgien und anderen Staaten Osteuropas meist als Zwischenmahlzeit verzehrt wird.

## Herstellung

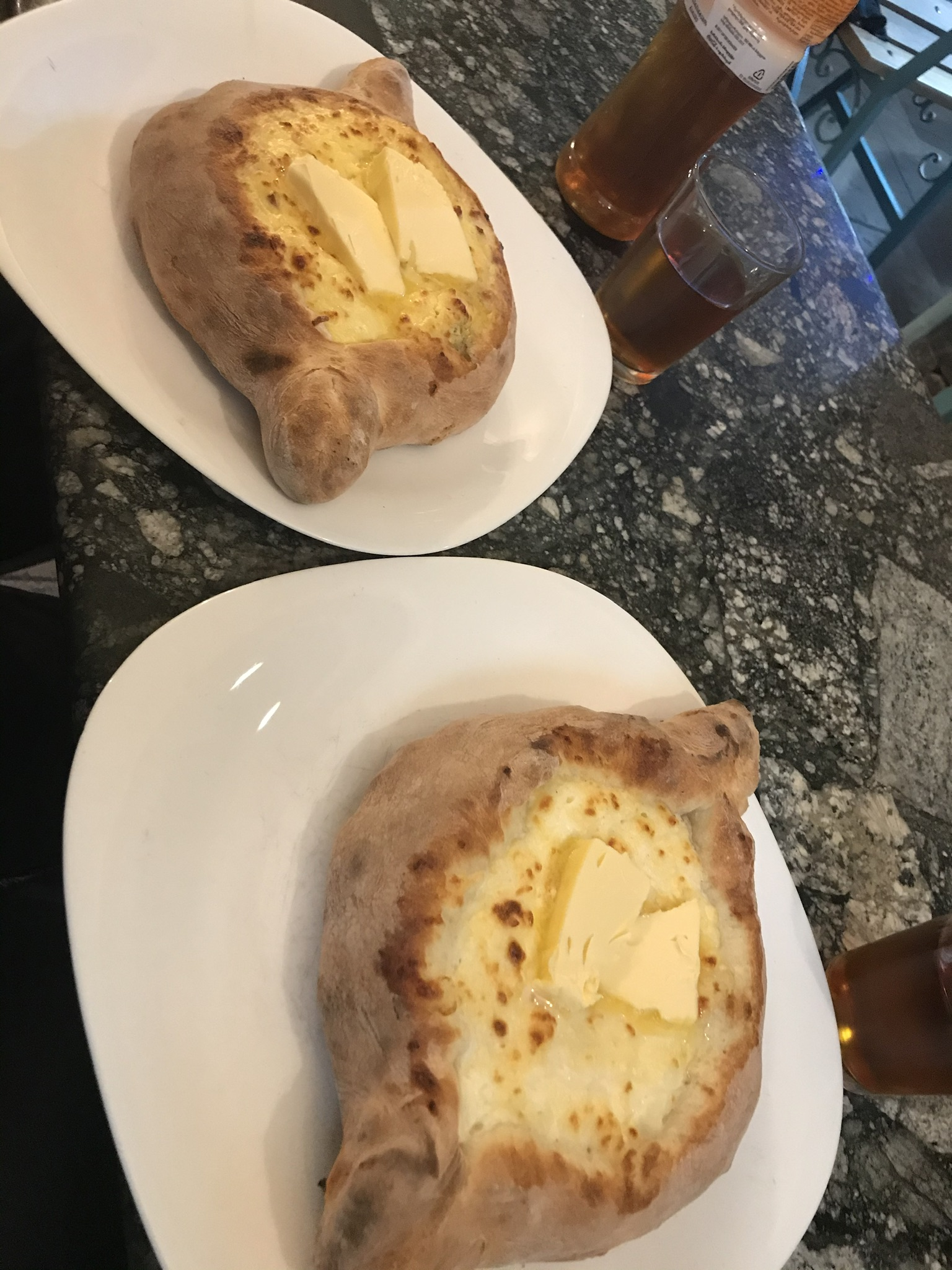
Chatschapuri

Ein Teig aus Weizenmehl, Speisenatron und Mazoni (georgischer Joghurt) wird mit geriebenem Imeruli- und Sulguni-Käse und je nach Variante mit weiteren Zutaten gefüllt. Der gefüllte Teig wird mit Ei bestrichen und im vorgeheizten Backofen oder im typischen Steinofen gebacken und anschließend mit Butter bestrichen.

## Varianten
Die georgische Küche kennt verschiedene Arten von Chatschapuri aus verschiedenen Regionen des Landes. Die bekanntesten sind Atscharuli Chatschapuri aus Adscharien mit Sulguni-Käse und einem Eigelb, Megruli Chatschapuri aus Mingrelien mit Käse im Brot und darauf, Imeruli Chatschapuri aus Imeretien mit imeretischem Käse, Swanuri Chatschapuri aus Swanetien, auch Tschwischtar genannt, Ratschuli Chatschapuri aus Ratscha und Ossuri Chatschapuri aus Südossetien mit Käse und Kartoffelpüree. Beliebt ist auch das dreieckige Penowani Chatschapuri, das aus Blätterteig und Sulguni-Käse hergestellt wird.

## Verbreitung und Verwendung
In ländlichen Gegenden Georgiens wird Chatschapuri bereits zum Frühstück gegessen. In Städten wird es als schnelles Zwischengericht an Kiosken, in kleinen Läden, Bistros und Restaurants angeboten. Wie viele Gerichte der kaukasischen Küche ist Chatschapuri auch in anderen osteuropäischen Staaten wie Russland verbreitet.